# Ecnomus deani
Ecnomus deani är en nattsländeart som beskrevs av Cartwright 1990. Ecnomus deani ingår i släktet Ecnomus och familjen trattnattsländor. Inga underarter finns listade i Catalogue of Life.